# Doofpotaffaire

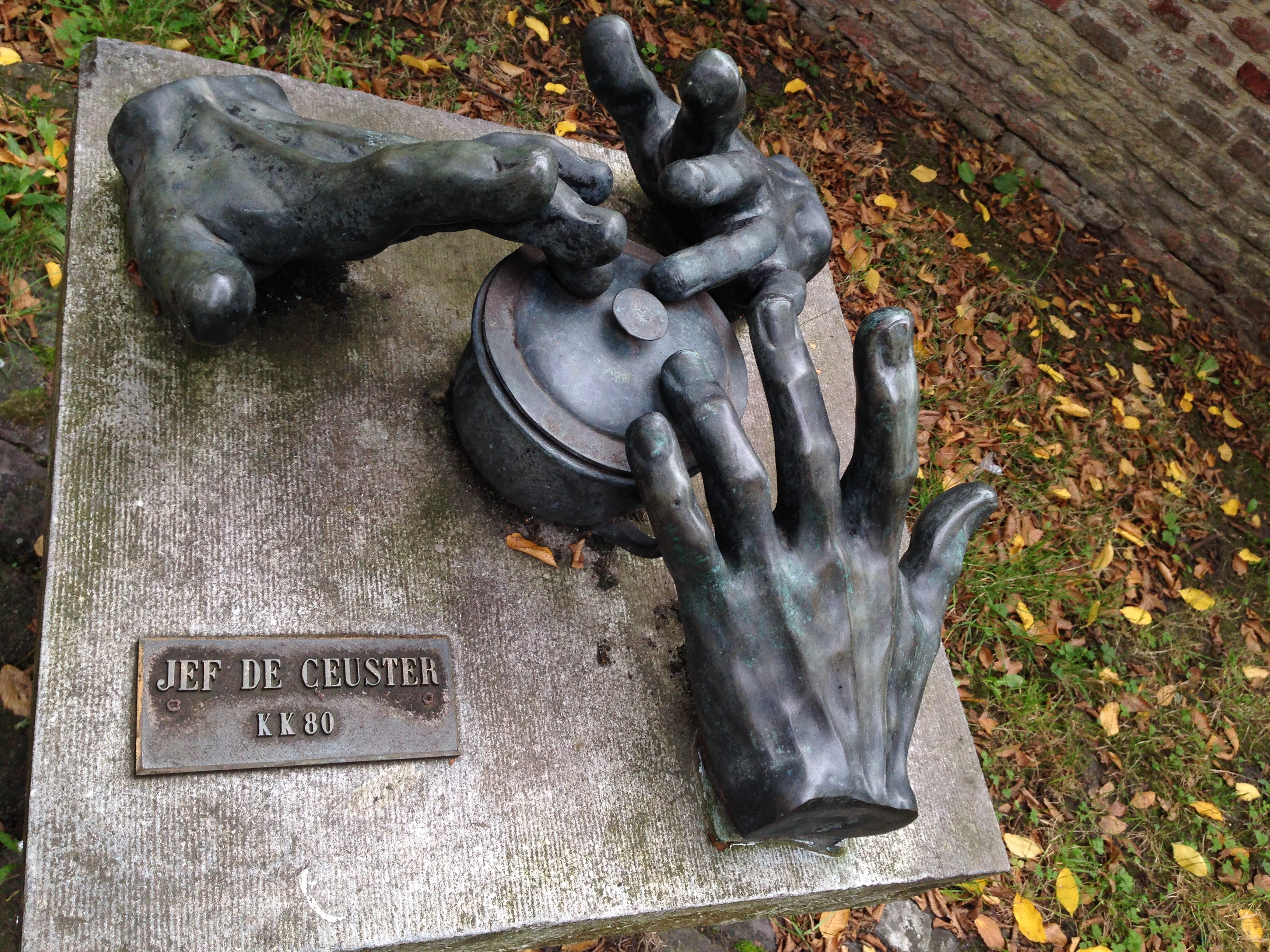
Handen die een pot dichthouden (Herentals)

Van een doofpotaffaire wordt gesproken als aan het licht komt dat een bepaalde zaak door al dan niet vermeende belanghebbenden bij geheimhouding of verdoezeling bewust en vaak toegedekt is, of langdurig buiten de publiciteit is gehouden uit vrees voor negatieve gevolgen of sancties. Het achterhouden zelf wordt 'in de doofpot stoppen' genoemd, een uitdrukking die is ontleend aan de middeleeuwse doofpot. Ook worden in het Nederlands de uitdrukkingen onder de pet houden en onder het tapijt vegen gebruikt. Als de gebeurtenissen toch worden ontdekt en als schanddaal in de publiciteit komen, roept de verzwijging ervan doorgaans publieke (extra) verontwaardiging op.
Hoeveel zaken in de doofpot worden gehouden is niet bekend, een omstandigheid die complottheorieën en paranoia bevordert. Het bestaan van een doofpot wordt vaak bekend dankzij het optreden van een klokkenluider.